# アランマーレ山形
アランマーレ山形は、山形県酒田市を活動拠点とする女子実業団バレーボールチームである。運営はプレステージ・インターナショナル。2025-26シーズンはSVリーグに所属。

## 概要
2015年4月設立。2015/16シーズンよりV・チャレンジリーグII参戦。2018-19シーズンよりV.LEAGUE DIVISION2に参戦。2023-24シーズンより初めてV.LEAGUE DIVISION1参戦となった。
本拠地は酒田市のプレステージ・インターナショナルの山形BPOガーデンで、体育館は同市内の酒田市国体記念体育館である。
チーム名「アランマーレ」は、イタリア語のarancia（＝オレンジ）とmare（＝海）を合わせた造語で、コーポレートカラーから太陽の光を浴びて育つオレンジと海に面した地域性をイメージし、明るく笑顔があふれるチームで地域を元気にしたいという想いを込めて名付けられた。同会社の他の女子スポーツチーム（ハンドボールとバスケットボール）も同じチーム名である。
チームの正式名称は「プレステージ・インターナショナルアランマーレ」であるが、公式サイトや公式SNSでは「アランマーレ山形」という呼称が使われ、一部メディアもその呼称を使っている。V.LEAGUEでの略称は「アランマーレ」としている。SVリーグでは正式に「アランマーレ山形」として活動する。
チームマスコットは「アラマ」で、オレンジと波がスーパーフュージョンして誕生したと言われている。

## 歴史
東証第一部上場を果たしたアウトソーシング企業のプレステージ・インターナショナルは、地域活性化と雇用安定を掲げ山形県と秋田県において、女子スポーツ実業団チームを発足させることを公式webサイトで発表した。山形県はV・プレミアリーグのパイオニアレッドウィングスが2014年5月まで本拠地として活動しており、バレーボールに馴染みがあるとして、バレーボールチームの発足を決定した。
2015年1月に、佐藤円（元パイオニア）の同チーム入りが決定し、チーム発足は2015年4月を予定して、早期に日本バレーボールリーグ機構（Vリーグ機構）への準加盟及びV・チャレンジリーグ入りを目指すとした。
6月、スポーツチーム愛称を「アランマーレ」とした。また、新監督として北原勉（元JTマーヴェラスコーチ）を招聘した。7月にVリーグ機構に準加盟チームとして加入し、2015/16シーズンから新設されるV・チャレンジリーグIIに参戦することとなった。
初参戦となった2015/16シーズンでは2勝14敗と大きく負け越して最下位に沈んだ。2シーズン目となった2016/17シーズンには8勝7敗と勝ち越して4位に進出し、佐藤綾が得点王、戸田さやかがブロック賞、森寿実子がサーブレシーブ賞を獲得するなど躍進が目立った。
2017/18シーズン、翌シーズンより始まる新生V.LEAGUEのS2ライセンスを取得し、これをもってVリーグ正会員（正式入社）内定となった。V.LEAGUE初年度はV2に編入。2019年、S1ライセンスを取得。
2020-21シーズン、V2リーグ戦で10勝4敗の3位と好成績を挙げた。
2021-22シーズン、V2女子のV・レギュラーラウンドで3位に入り、V・ファイナルステージではV・レギュラーラウンド1位の群馬銀行グリーンウイングスに勝ち、他力ながらもV・チャレンジマッチのV1・V2入替戦出場のチャンスとなる。しかし、最終戦を前に選手・スタッフ複数名が新型コロナウイルス感染症の陽性判定を受け、監督・主力メンバーを欠いた布陣で最終戦に臨むことを余儀なくされる。そして、最終戦でGSS東京サンビームズにフルセットの末敗れ、惜しくも入替戦出場はならなかった。
2022-23シーズン、2022年5月13日に開催された新体制発表会見で、監督の北原は、2021-22シーズンは2020-21シーズンとは違い優勝を狙えた3位だったと手応えを主張し、『超々攻撃型』で挑むと話した。V2女子のV・レギュラーラウンドで1位となり、ファイナル進出とV・チャレンジマッチのV1・V2入替戦出場を決めると、ファイナルで群馬銀行グリーンウイングスにフルセットの末勝ち、V2初優勝を果たした。そして、V1・V2入替戦でV1女子12位のヴィクトリーナ姫路に2連勝し、V1昇格を確定させた（2023年4月19日のVリーグ機構理事会の審議の結果、正式に決定した）。2013/14シーズンまで1部（当時はV・プレミアリーグ）のチームとして存続していたパイオニアレッドウィングス以来10シーズンぶりに山形県・東北地方のチームが1部に在籍することとなる。
2023年より初めてV1女子で戦うことになったが、酒田市にV1の規定である観衆3000人以上収容を満たす体育館がないため、酒田市でのホームゲーム開催が困難となる問題に直面した。同市の丸山至市長は、1部で戦い続けることになると市単独での整備や市内に規定を満たす体育館を設立することが財政面で困難だという見解を示した。2023年現在、V1の規定を満たす山形県の体育館は、山形県体育館（山形市）と山形県総合運動公園総合体育館（天童市）の2か所のみである。そのため、丸山は山形県の協力を求めたい考えを示した。また、2024年2月、酒田市から新クラブライセンス規定に沿ったホームアリーナの建設を断念する報告を受けた。
2023-24シーズン、V1女子では22戦全敗（ポイント1）の最下位で終えた。北原は、「選手たちはやることをやってくれた。いろいろ得たことが多いので（結果は）気にしていない」と振り返った。一方、新リーグ「SVリーグ」に向けた2024-25シーズンの新クラブライセンス（SVライセンス）は申請している。
2024年、SVライセンスが交付されSVリーグ参入が決定。それに伴いチーム呼称を「アランマーレ山形」に変更。

## 成績

### 主な成績
V.LEAGUE DIVISION2
- 優勝 1回（2022/23）
- 準優勝 なし

チャレンジリーグII
- 優勝 なし
- 準優勝 なし

### 年度別成績

#### V・プレミアリーグ / V・チャレンジリーグ
| 所属         | 年度    | 最終 順位 | 参加 チーム数 | レギュラーラウンド | レギュラーラウンド | レギュラーラウンド | レギュラーラウンド | ポストシーズン | ポストシーズン | ポストシーズン |
| 所属         | 年度    | 最終 順位 | 参加 チーム数 | 順位               | 試合               | 勝                 | 敗                 | 試合           | 勝             | 敗             |
| ------------ | ------- | --------- | ------------- | ------------------ | ------------------ | ------------------ | ------------------ | -------------- | -------------- | -------------- |
| チャレンジII | 2015/16 | 5位       | 5チーム       | 5位                | 16                 | 2                  | 14                 | -              | -              | -              |
| チャレンジII | 2016/17 | 4位       | 6チーム       | 4位                | 15                 | 8                  | 7                  | -              | -              | -              |
| チャレンジII | 2017/18 | 5位       | 6チーム       | 5位                | 15                 | 6                  | 9                  | -              | -              | -              |

#### V.LEAGUE
| 所属      | 年度    | 最終 順位 | 参加 チーム数 | レギュラーラウンド | レギュラーラウンド | レギュラーラウンド | レギュラーラウンド | ポストシーズン | ポストシーズン | ポストシーズン | 備考                                         |
| 所属      | 年度    | 最終 順位 | 参加 チーム数 | 順位               | 試合               | 勝                 | 敗                 | 試合           | 勝             | 敗             | 備考                                         |
| --------- | ------- | --------- | ------------- | ------------------ | ------------------ | ------------------ | ------------------ | -------------- | -------------- | -------------- | -------------------------------------------- |
| DIVISION2 | 2018-19 | 4位       | 10チーム      | 4位                | 18                 | 10                 | 8                  | 5              | 1              | 4              |                                              |
| DIVISION2 | 2019-20 | 5位       | 8チーム       | 5位                | 21                 | 11                 | 10                 | -              | -              | -              |                                              |
| DIVISION2 | 2020-21 | 3位       | 9チーム       | 3位                | 14                 | 10                 | 4                  | -              | -              | -              |                                              |
| DIVISION2 | 2021-22 | 3位       | 10チーム      | 3位                | 18                 | 13                 | 5                  | 3              | 1              | 2              | レギュラーラウンドは不戦勝2、不戦敗2を含む。 |
| DIVISION2 | 2022-23 | 優勝      | 11チーム      | 1位                | 20                 | 18                 | 2                  | 1              | 1              | 0              |                                              |
| DIVISION1 | 2023-24 | 12位      | 12チーム      | 12位               | 22                 | 0                  | 22                 | -              | -              | -              |                                              |

#### SV.LEAGUE
| 所属      | 年度    | 最終 順位 | 参加 チーム数 | レギュラーラウンド | レギュラーラウンド | レギュラーラウンド | レギュラーラウンド | ポストシーズン | ポストシーズン | ポストシーズン | 備考 |
| 所属      | 年度    | 最終 順位 | 参加 チーム数 | 順位               | 試合               | 勝                 | 敗                 | 試合           | 勝             | 敗             | 備考 |
| --------- | ------- | --------- | ------------- | ------------------ | ------------------ | ------------------ | ------------------ | -------------- | -------------- | -------------- | ---- |
| SV.LEAGUE | 2024-25 | 13位      | 14チーム      | 13位               | 44                 | 5                  | 39                 |                |                |                |      |

## 選手・スタッフ(2025-26)

### 選手
| 背番号                                                                        | 名前                           | シャツネーム | 生年月日（年齢）      | 身長  | 国籍 | Pos | 在籍年  | 前所属           | 備考               |
| ----------------------------------------------------------------------------- | ------------------------------ | ------------ | --------------------- | ----- | ---- | --- | ------- | ---------------- | ------------------ |
| 1                                                                             | 大元朱菜                       | SHUNA        | 1995年5月2日（30歳）  | 175   | 日本 | MB  | 2025年- | Khashkhan        | 移籍加入           |
| 2                                                                             | 前田美紅                       | MAEDA        | 1998年5月5日（27歳）  | 169.4 | 日本 | OH  | 2021年- | 岐阜協立大学     | 副キャプテン       |
| 3                                                                             | 木村友里                       | KIMURA       | 1995年9月30日（29歳） | 169   | 日本 | OH  | 2018年- | 日本体育大学     | キャプテン         |
| 4                                                                             | ドンポーン・シンポー           | DONPHON      | 2004年6月21日（21歳） | 175   | タイ | OH  | 2024年- | ナコンラチャシマ |                    |
| 5                                                                             | 赤星七星                       | AKAHOSHI     | 1995年1月7日（30歳）  | 175   | 日本 | S   | 2023年- | 福岡ギラソール   |                    |
| 7                                                                             | 若泉佳穂                       | WAKAIZUMI    | 1999年8月20日（25歳） | 175   | 日本 | OP  | 2025年- | 浜松             | 移籍加入           |
| 8                                                                             | 田村愛美                       | MEGUMI       | 1993年7月10日（32歳） | 167   | 日本 | S   | 2016年- | 東京女子体育大学 |                    |
| 10                                                                            | 柳沢紫子                       | YANAGISAWA   | 1995年2月8日（30歳）  | 169   | 日本 | MB  | 2017年- | 順天堂大学       |                    |
| 11                                                                            | 川釣奈津                       | NATSU        | 2001年7月16日（23歳） | 172   | 日本 | MB  | 2024年- | 園田学園女子大学 |                    |
| 12                                                                            | 石盛めるも                     | MERUMO       | 1998年9月10日（26歳） | 165.5 | 日本 | S   | 2021年- | 龍谷大学         |                    |
| 18                                                                            | アチャラポーン・コンヨット     | AJCHARAPORN  | 1995年6月18日（30歳） | 180   | タイ | OH  | 2025年- | NEC              | 移籍加入           |
| 19                                                                            | 小川真央                       | OGAWA        | 2002年7月9日（23歳）  | 174   | 日本 | OP  | 2024年- | 新潟医療福祉大学 | 新人               |
| 22                                                                            | 田中麻帆                       | TANAKA       | 2002年10月4日（22歳） | 167   | 日本 | OH  | 2024年- | 神戸親和大学     | 新人               |
| 25                                                                            | 吉村優花                       | YOSHIMURA    | 2003年2月5日（22歳）  | 177   | 日本 | OH  | 2024年- | 順天堂大学       | 新人、副キャプテン |
| 28                                                                            | インディグウェ・シンディ千想夢 | CINDY        | 2005年8月16日（19歳） | 184   | 日本 | MB  | 2024年- | 八王子実践高校   |                    |
| 29                                                                            | ウィモンラット・タナパン       | THANAPAN     | 2002年4月2日（23歳）  | 180   | タイ | MB  | 2025年- | 群馬             | 移籍加入           |
| 出典：チーム新体制発表 チーム公式サイト Vリーグ公式サイト 更新：2025年7月11日 |                                |              |                       |       |      |     |         |                  |                    |

### スタッフ
| 役職                                                                         | 名前                   | 備考 |
| ---------------------------------------------------------------------------- | ---------------------- | ---- |
| GM                                                                           | 齋藤学                 |      |
| 監督                                                                         | 北原勉                 |      |
| コーチ                                                                       | 尾﨑侯                 |      |
| S&Cコーチ                                                                    | 髙橋佑侍               |      |
| ドクター                                                                     | 五十嵐貴宏             |      |
| アナリスト                                                                   | 村上昴                 |      |
| マネージャー                                                                 | 門脇友花               |      |
| 通訳                                                                         | ジャーンリー・パウィン |      |
| アドバイザリーコーチ                                                         | 佐藤裕恒               |      |
| トレーナー                                                                   | 椎原悠達               |      |
| トレーナー                                                                   | 日南田真夕             |      |
| 出典：チーム新体制発表 チーム公式サイト Vリーグ公式サイト 更新：2025年7月4日 |                        |      |

## アンダーカテゴリー
アランマーレ山形U-15として、ジュニアチームの「アランチーム」とスクールの「マーレチーム」の2クラスで活動している。監督は現役選手の柳沢紫子。